# Прапор Голої Пристані
Пра́пор Го́лої При́стані затверджений рішенням Голоспристанської міської ради.

## Опис
Прапор практично повторює основні елементи герба. Синій і жовтий кольори у цьому випадку мають особливий зміст, бо містять у собі духовне значення кольорів. Крім того, вони ще символізують небо, або небеса, що несуть у собі благородність, чистоту і життя.
Жовтий колір також символізує хліб, золото, могутність і славу — все те, чим благословляє нас небо.
Розміщення кольорів зліва на право повторює форму герба міста, чим продовжує і доповнює зміст герба.